# 에드먼드 코브
에드먼드 코브(Edmund Cobb, 1892년 6월 23일 ~ 1974년 8월 15일)는 미국의 배우이다.

## 영화
- 테러 이야기 (1962년)
- 돌아온 조로 (1959년)
- 놀랍도록 거대한 남자 (1957년)
- 제시 제임스 스토리 (1957년)
- 드랙스트립 걸 (1957년)
- 쉬 크리처 (1956년)
- 오클라호마 여인 (1956년)
- 걸 인 더 레드 벨벳 스윙 (1955년)
- 맨 위드 더 스틸 위프 (1954년)
- 이집트 (1954년)
- 부러진 창 (1954년)
- 돌아오지 않는 강 (1954년)
- 캘러미티 제인 (1953년)
- 썸딩 포 더 버즈 (1952년)
- 형사 이야기 (1951년)
- 론 레인저 - 49년 시리즈 (1949년)
- 캐나다 평원 (1949년)
- 슈퍼맨 - 48년작 (1948년)
- 잔인한 힘 (1947년)
- 조로의 아들 (1947년)
- 기이한 환영 (1945년)
- 이중 배상 (1944년)
- 프랑켄슈타인의 집 (1944년)
- 팬텀 (1943년)
- 노스 스타 (1943년)
- 더 글래스 키 (1942년)
- 멘 오브 텍사스 (1942년)
- 마이 페이버릿 브론드 (1942년)
- 딕 트레이시 대 범죄 주식회사 (1941년)
- 멜로디 랜치 (1940년)
- 그의 연인 프라이데이 (1940년)
- 딕 트레이시스 G-멘 (1939년)
- 조로 파이팅 리전 (1939년)
- 스미스씨 워싱톤 가다 (1939년)
- 스파이더스 웹 (1938년)
- 론 레인저 (1938년)
- 돌아온 조로 (1937년)
- 쇼 보트 (1936년)
- 에이스 드러몬드 (1936년)
- 후피! (1930년)